# Rödtofsad malkoha
Rödtofsad malkoha (Dasylophus superciliosus) är en fågel i familjen gökar inom ordningen gökfåglar.

## Utseende och läte
Rödtofsad malkoha är en stor och långstjärtad fågel. Fjäderdräkten är svartaktig, med blåaktig glanns på ryggen och vitt längst ut på stjärten. På huvudet syns en bred röd ring riunt ögat, en gul näbb med rött längst in och en spretig röd huvudtofs. Lätet är ett vasst "jok!". Rödtofsad malkoha liknar luzonmalkohan, men saknar denna artens tydliga vita huva.

## Utbredning och systematik
Rödtofsad malkoha delas in i två underarter:
- Dasylophus superciliosus cagayanensis – förekommer på norra Luzon (Cagayandalen) i Filippinerna
- Dasylophus superciliosus superciliosus – förekommer på Luzon (söder om Cagayan)

## Levnadssätt
Rödtofsad malkoha hittas i skogar i låglänta områden och lägre bergstrakter. Den födosöker bland klängande växter på jakt efter insekter och annan animalisk föda.

## Status och hot
Arten har ett stort utbredningsområde, men tros minska i antal, dock inte tillräckligt kraftigt för att den ska betraktas som hotad. Internationella naturvårdsunionen IUCN listar därför arten som livskraftig (LC).